# Kelisia nervosa
Kelisia nervosa är en insektsart som beskrevs av Vilbaste 1972. Kelisia nervosa ingår i släktet Kelisia och familjen sporrstritar. Inga underarter finns listade i Catalogue of Life.